# Trzmiel ozdobny
Trzmiel ozdobny (Bombus distinguendus) – gatunek trzmiela. 
Mierzy od 12 do 28 mm długości ciała (samce i robotnice są mniejsze od królowych), co czyni go jednym z większych gatunków trzmieli. Ubarwienie żółte z czarną przepaską na tułowiu oraz czarno owłosionym zakończeniu odwłoka.

## Występowanie
W Zachodniej Palearktyce gatunek ten występuje od 45 równoleżnika aż do północnego koła podbiegunowego. Występuje również m.in. na Syberii aż do Kamczatki, w Mongolii i północno-zachodniej części Ameryki Północnej. Jest rzadkim gatunkiem, również w Polsce.

## Biologia
Trzmiel ten wykazuje preferencję pokarmową wobec koniczyny łąkowej. Gniazduje w podziemnych gniazdach, a rodziny liczą od 60 do 120 osobników. Samce poszukują partnerek, patrolując okolicę gniazda.